# Melon Juice
Albums de Melon Kinenbi
Fruity Killer Tune
(2006) Mega Melon
(2008)
Singles
 Melon Juice  (メロンジュース) est un mini-album du groupe de J-pop Melon Kinenbi, son quatrième album en tout. Il sort le 12 décembre 2007 au Japon sur le label zetima, produit par Taisei. Il atteint la 67e place du classement de l'Oricon, et reste classé pendant une semaine. Il contient sept titres, dont les chansons-titre des deux singles du groupe parus depuis la sortie de son précédent album, Fruity Killer Tune, un an auparavant. Il contient aussi la chanson Charisma - Kirei qui sortira à son tour en single trois mois plus tard. Les quatre autres titres sont de nouvelles chansons interprétées en solo par chacune des quatre membres du groupe.

## Liste des titres
1. Charisma - Kirei  (カリスマ・綺麗?)
2. Lunch  (ランチ?) (interprété par Megumi Murata)
3. Rokugatsu no Sunshine  (6月のサンシャイン?) (interprété par Masae Ōtani)
4. Drive  (ドライブ?) (interprété par Ayumi Shibata)
5. Akuma de Fake  (あくま de FAKE?) (interprété par Hitomi Saito)
6. Unforgettable  (アンフォゲッタブル?)
7. Onegai Miwaku no Target ~Mango-Pudding Mix~  (お願い魅惑のターゲット ~マンゴープリン Mix~?)